# Leia delobeli
Leia delobeli är en tvåvingeart som beskrevs av Loïc Matile 1993. Leia delobeli ingår i släktet Leia och familjen svampmyggor.
Artens utbredningsområde är Nya Kaledonien. Inga underarter finns listade i Catalogue of Life.